# Kathroperla
Kathroperla (лат.) — род веснянок, единственный в составе семейства Kathroperlidae (Systellognatha). Северная Америка и Республика Корея. 4 вида.

## Описание
Веснянки отличаются от близких семейств следующими признаками: длина головы от заднего края глаза до заднего края головной капсулы примерно две длины глаза (менее полутора длин глаз, обычно менее одной длины глаза у Chloroperlidae, куда их ранее включали и у веснянковых); торакальные остаточные жаберные пучки отсутствуют, хотя пальцевидные выступы могут присутствовать, костальные поперечные жилки менее многочисленны, обычно <10, присутствуют в базальной половине крыла (торакальные остаточные жаберные пучки присутствуют и костальные поперечные жилки многочисленны у Perlidae). Ранее род включался в подсемейство Paraperlinae из семейства Chloroperlidae.
- Kathroperla doma Stark, 2010 (Республика Корея)[3]
- Kathroperla perdita Banks, 1920 (Канада, США)[4]
- Kathroperla siskiyou Stark & Kondratieff, 2015 (США)[5]
- Kathroperla takhoma Stark & Surdick, 1987 (США)[6]